# Western Design Center
Western Design Center är ett amerikanskt företag som utvecklar och producerar processorer som bygger på 65xx-arkitekturen. Företaget grundades 1978 av Bill Mensch.
Processorer som utvecklats av WDC:
- 65C816
- W65T32 Terbium